# Nicolás Barrientos
Nicolás Barrientos (* 24. dubna 1987 Cali) je kolumbijský profesionální tenista. Ve své dosavadní kariéře na okruhu ATP Tour vyhrál dva deblové turnaje. Na challengerech ATP a okruhu ITF získal šest titulů ve dvouhře a třicet jedna ve čtyřhře.
Na žebříčku ATP byl ve dvouhře nejvýše klasifikován v září 2015 na 237. místě a ve čtyřhře v dubnu 2024 na 47. místě.
V kolumbijském daviscupovém týmu debutoval v roce 2022 renským kvalifikačním kolem proti Spojeným státům americkým, v němž po boku Juana Cabala prohráli čtyřhru s Ramem a Sockem. Američané zvítězili 4–0 na zápasy. Do června 2025 v soutěži nastoupil k šesti mezistátním utkáním s bilancí 1–1 ve dvouhře a 3–1 ve čtyřhře.

## Tenisová kariéra
Na okruhu ATP Tour debutoval červencovým Claro Open Colombia 2013 v Bogotě po zisku divoké karty. Časnou porážku mu uštědřil Belgičan Ruben Bemelmans z druhé světové stovky. O rok později jej na bogotském turnaji vyřadil jako kvalifikanta Kanaďan Peter Polansky  a v ročníku 2015 Japonec Júiči Sugita.
Do čtyřhry ATP poprvé zasáhl na stuttgartském MercedesCupu 2014 v páru s krajanem Juanem Carlosem Spirem. Na úvod podlehli pozdějším vítězům, Polákovi Mateuszi Kowalczykovi s Novozélanďanem Artemem Sitakem. První zápasy na okruhu vyhrál v deblové soutěži Claro Open Colombia 2014, kde prošel s krajanem Juanem Sebastiánem Cabalem až do finále. V něm však nestačili na třetí nasazené Australany Samuela Grothe s Chrisem Guccionem. Ve vyrovnané třísetové bitvě zahrnující dva tiebreaky rozhodl o vítězích až dvoubodový rozdíl supertiebreaku. O týden později si zahrál semifinále debla na BB&T Atlanta Open 2014 s Dominikáncem Víctorem Estrellou Burgosem.
Na grandslamu prožil premiéru ve čtyřhře US Open 2014, do níž nastoupil s krajanem Santiagem Giraldem. Po výhře nad kazachstánsko-uzbeckým párem Golubjev a Istomin nenašli recept na kanadsko-srbské turnajové trojky Daniela Nestora s Nenadem Zimonjićem. Do druhého kariérního finále se probojoval na říjnovém Korea Open 2022 v Soulu, kde v Olympijském parku odehrál deblovou soutěž s Mexičanem Miguelem Ángelem Reyesem-Varelou. V rozhodujícím závěrečném utkání však prohráli s jihoafricko-americkou dvojicí Raven Klaasen a Nathaniel Lammons. Ani ve třetím souboji o titul neuspěl, když po boku Uruguayce Ariela Behara odešli poraženi na Argentina Open 2023 od Italů Bolelliho s Fogninim. První trofej na túře ATP tak vybojoval na únorovém Rio Open 2024 v kategorii ATP 500. Spolu s Brazilcem Rafaelem Matosem. Ve finále zdolali Rakušany Alexandra Erlera s Lucasem Miedlerem ve dvou setech. Vylepšili tím společné maximum ze semifinále Argentina Open hraného o týden dříve. Bodový zisk jej týden po skončení, 4. března 2024, poprvé posunul do světové padesátky deblového žebříčku ATP, jíž uzavíral.

## Finále na okruhu ATP Tour

### Čtyřhra: 6 (2–4)
| Legenda                   |
| ------------------------- |
| Grand Slam (0)            |
| Turnaj mistrů (0)         |
| ATP Tour Masters 1000 (0) |
| ATP Tour 500 (1–0)        |
| ATP Tour 250 (1–4)        |

| Stav      | č. | datum         | turnaj                   | kategorie | povrch    | spoluhráč                  | soupeři ve finále                       | výsledek                   |
| --------- | -- | ------------- | ------------------------ | --------- | --------- | -------------------------- | --------------------------------------- | -------------------------- |
| Finalista | 1. | červenec 2014 | Bogota, Kolumbie         | ATP 250   | tvrdý     | Juan Sebastián Cabal       | Samuel Groth Chris Guccione             | 6–7(5–7), 7–6(7–3), [9–11] |
| Finalista | 2. | říjen 2022    | Soul, Jižní Korea        | ATP 250   | tvrdý     | Miguel Ángel Reyes-Varela  | Raven Klaasen Nathaniel Lammons         | 1–6, 5–7                   |
| Finalista | 3. | únor 2023     | Buenos Aires, Argentina  | ATP 250   | antuka    | Ariel Behar                | Simone Bolelli Fabio Fognini            | 2–6, 4–6                   |
| Vítěz     | 1. | únor 2024     | Rio de Janeiro, Brazílie | ATP 500   | antuka    | Rafael Matos               | Alexander Erler Lucas Miedler           | 6–4, 6–3                   |
| Finalista | 4. | říjen 2024    | Almaty, Kazachstán       | ATP 250   | tvrdý (h) | Skander Mansouri           | Rithvik Čoudary Bollípalli Ardžun Kadhe | 6–3, 6–7(3–7), [12–14]     |
| Vítěz     | 2. | březen 2025   | Santiago, Chile          | ATP 250   | antuka    | Rithvik Čoudary Bollípalli | Máximo González Andrés Molteni          | 6–3, 6–2                   |

## Tituly na challengerech ATP

### Čtyřhra (21 titulů)
| Legenda          |
| ---------------- |
| Challengery (21) |

| Č.  | datum         | turnaj                          | okruh      | povrch    | spoluhráč                 | poražení finalisté                            | výsledek                   |
| --- | ------------- | ------------------------------- | ---------- | --------- | ------------------------- | --------------------------------------------- | -------------------------- |
| 1.  | březen 2013   | Pereira, Kolumbie               | Challenger | antuka    | Eduardo Struvay           | Facundo Bagnis Federico Delbonis              | 3–6, 6–3,[10–7]            |
| 2.  | říjen 2013    | São José do Rio Preto, Brazílie | Challenger | antuka    | Carlos Salamanca          | Marcelo Demoliner João Souza                  | 6–4, 6–4                   |
| 3.  | září 2014     | Pereira, Kolumbie               | Challenger | antuka    | Eduardo Struvay           | Guido Pella Horacio Zeballos                  | 3–6, 6–3, [11–9]           |
| 4.  | říjen 2015    | Medellín, Kolumbie              | Challenger | antuka    | Eduardo Struvay           | Alejandro Gómez Felipe Mantilla               | 7–6(8–6), 6–7(5–7), [10–4] |
| 5.  | květen 2021   | Salinas, Ekvádor                | Challenger | tvrdý     | Sergio Galdós             | Antonio Cayetano March Thiago Agustín Tirante | bez boje                   |
| 6.  | červen 2021   | Little Rock, Spojené státy      | Challenger | tvrdý     | Ernesto Escobedo          | Christopher Eubanks Roberto Quiroz            | 4–6, 6–3, [10–5]           |
| 7.  | prosinec 2021 | São Paulo, Brazílie             | Challenger | antuka    | Alejandro Gómez           | Rafael Matos Felipe Meligeni Alves            | bez boje                   |
| 8.  | prosinec 2021 | Florianópolis, Brazílie         | Challenger | antuka    | Alejandro Gómez           | Martín Cuevas Rafael Matos                    | 6–3, 6–3                   |
| 9.  | duben 2022    | San Luis Potosí, Mexiko         | Challenger | antuka    | Miguel Ángel Reyes-Varela | Luis David Martínez Felipe Meligeni Alves     | 7–6(13–11), 6–2            |
| 10. | duben 2022    | Aguascalientes, Mexiko          | Challenger | antuka    | Miguel Ángel Reyes-Varela | Gonçalo Oliveira Divij Šaran                  | 7–5, 6–3                   |
| 11. | květen 2022   | Heilbronn, Německo              | Challenger | antuka    | Miguel Ángel Reyes-Varela | Jelle Sels Bart Stevens                       | 7–5, 6–3                   |
| 12. | květen 2022   | Tunis, Tunisko                  | Challenger | antuka    | Miguel Ángel Reyes-Varela | Alexander Erler Lucas Miedler                 | 6–7(3–7), 6–3, [11–9]      |
| 13. | červen 2022   | Forlì, Itálie                   | Challenger | antuka    | Miguel Ángel Reyes-Varela | Sadio Doumbia Fabien Reboul                   | 7–5, 4–6, [10–4]           |
| 14. | říjen 2022    | Kwangdžu, Jižní Korea           | Challenger | tvrdý     | Miguel Ángel Reyes-Varela | Juki Bhambri Saketh Myneni                    | 2–6, 6–3, [10–6]           |
| 15. | duben 2023    | Řím, Itálie                     | Challenger | antuka    | Francisco Cabral          | Andrej Golubjev Denys Molčanov                | 6–3, 6–1                   |
| 16. | květen 2023   | Francavilla al Mare, Itálie     | Challenger | antuka    | Ariel Behar               | Sander Arends Petros Tsitsipas                | 7–6(7–1), 3–6, [10–6]      |
| 17. | červenec 2023 | Jasy, Rumunsko                  | Challenger | antuka    | Ajsám Kúreší              | Gabi Adrian Boitan Bogdan Pavel               | 6–3, 6–3                   |
| 18. | listopad 2023 | Brasilia, Brazílie              | Challenger | antuka    | André Göransson           | Marcelo Demoliner Rafael Matos                | 7–6(7–3), 4–6, [11–9]      |
| 19. | říjen 2024    | Roanne, Francie                 | Challenger | tvrdý (h) | David Pel                 | Jakub Paul Matěj Vocel                        | 4–6, 6–3, [10–6]           |
| 20. | říjen 2024    | Brest, Francie                  | Challenger | tvrdý (h) | Skander Mansouri          | Jakub Paul Matěj Vocel                        | 7–5, 4–6, [10–5]           |
| 21. | listopad 2024 | Bratislava, Slovensko           | Challenger | tvrdý (h) | Julian Cash               | André Göransson Sem Verbeek                   | 6–3, 6–4                   |